# 富岡町 (名古屋市)
富岡町（とみおかちょう）は、愛知県名古屋市中区の地名。

## 歴史

### 沿革
- 1878年（明治11年）12月20日 - 下園町および城代町の各一部により、富岡町として成立[1]。
- 1908年（明治41年）4月1日 - 中区成立に伴い、同区富岡町となる[1]。
- 1966年（昭和41年）3月30日 - 住居表示実施に伴い、一部が栄二丁目に編入される[1]。
- 1969年（昭和44年）10月21日 - 住居表示実施に伴い、大須一丁目および大須二丁目に編入され消滅[1]。